# Edosa strepsineura
Edosa strepsineura är en fjärilsart som beskrevs av Edward Meyrick 1926. Edosa strepsineura ingår i släktet Edosa och familjen äkta malar. Inga underarter finns listade i Catalogue of Life.